# Список спецоперацій «Дельти»
Список операцій спецпідрозділу «Дельта» (англ. List of operations conducted by Delta Force) — перелік спеціальних операцій, що проводилися особовим складом 1-го загону сил спеціальних операцій «Дельта» протягом існування цього спецпідрозділу.

## Історія

### Операція «Орлиний кіготь»
Першим справжнім завданням на бойове застосування для щойно створеного підполковником Ч. Беквітом спеціального підрозділу «Дельта» стала підготовка до порятунку захоплених у ході так званої Іранської дипломатичної кризи працівників та службовців американської амбасади в Тегерані. Вночі 4 листопада 1979 року після успішного завершення оцінки стану справ та подання пропозицій «Дельта» отримала офіційний наказ на проведення бойової рятувальної операції щодо визволення заручників.

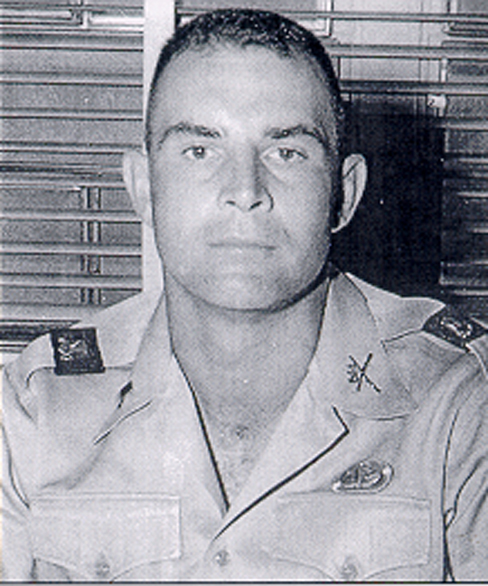
Засновник «Дельти» полковник Чарльз Беквіт

Невдовзі на території військово-повітряної бази Еглін у Флориді військовими інженерами був побудований повномасштабний макет американського посольства, на якому оператори «Дельти» розпочали процес підготовки до штурму комплексу будинків. Спеціалістам спецпідрозділу був визначений надзвичайно жорсткий та ризикований план проведення операції, який вони мали виконати у максимально стислі терміни. До проведення операції за планом залучалося багато різнорідних структур американських збройних сил, ЦРУ та інших організацій розвідувальної спільноти США.

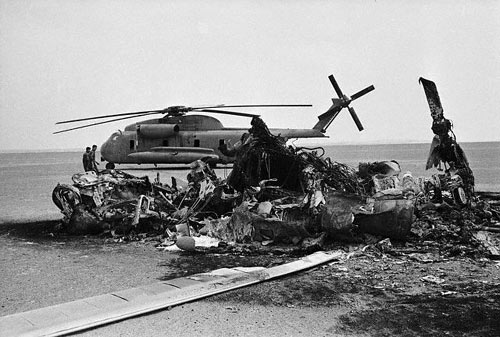
Рештки спаленого вертольоту на пункті «Пустеля Один»

Ударна група операторів «Дельти» мала проникнуть на іранську територію повітрям вночі літаками ПС C-130 «Геркулес». Першим пунктом в їхньому замислі була контрольна точка, так звана «Дезерт 1», віддалений від населених пунктів район в пустелі на відстані близько 500 км від столиці Ірану, Тегерана. На «Дезерт 1» спецназ зустрічався з групою транспортних вертольотів Корпусу морської піхоти RH-53 «Сі Сталліон» з авіаносця «Німіц», який перебував в Індійському океані. За задумом ці вертольоти мали дозаправитися в контрольній точці за допомогою спеціально розроблених ємкостей з паливом на борту C-130.
Надалі, збірна з бійців «Дельти» та рейнджерів вилітала вертольотами до другої контрольної точки поблизу Тегерана, де мала переховуватися до пізнього вечора. Ввечері дня спеціальної операції оператори спецпідрозділу мали на вантажівках прорватися до амбасади, з ходу атакувати його та визволити заручників, яких максимально швидко перемістити на навколишнє футбольне поле, поблизу посольства. Далі за планом, на це поле мали сісти транспортні гелікоптери, що перелітали на захоплений рейнджерами аеродром. Звідсіля вже заручників та рятувальну групу мусили забрати важкі транспортні літаки C-141 «Старліфтер»; вертольоти лишалися на летовищі та знищувалися на місці.
Однак, в силу критичного перебігу подій уся спеціальна операція завершилася повним крахом, і була скасована ще на першому етапі її реалізації. Разом з цим операція «Орлиний кіготь» спровокувала колосальний дипломатичний та міжнародний скандал. Однією з причин провалу стали великі проблеми з гелікоптерами; частка їх вийшла з ладу через технічний знос унаслідок піщаних бур, що вирують у цій частині Ірану. Перельоти у складних погодних умовах призвели до швидкої втоми пілотів та збоям у роботі систем гідравліки. Коли керівники операції на місці в районі «Дезерт 1» проаналізували стан справ, вони дійшли висновку, що наявної кількості вертольотів явно не вистачає для успішного проведення рятувальної операції та порадили Президенту Дж. Картеру дати «відбій» на її проведення. При згортанні сил один з вертольотів урізався в спеціальний літак C-130, що викликало пожежу й вибух обох літальних апаратів. Це призвело до паніки, американські сили відступили в безладі з місця події, напризволяще кинувши в пустелі таємні документи, що розкривали задум операції. Після потрапляння їх у руки іранської контррозвідки про другу спробу порятунку заручників вже мова не йшла. Група «Дельта», що готувалася за резервним планом, припинила свої тренування.

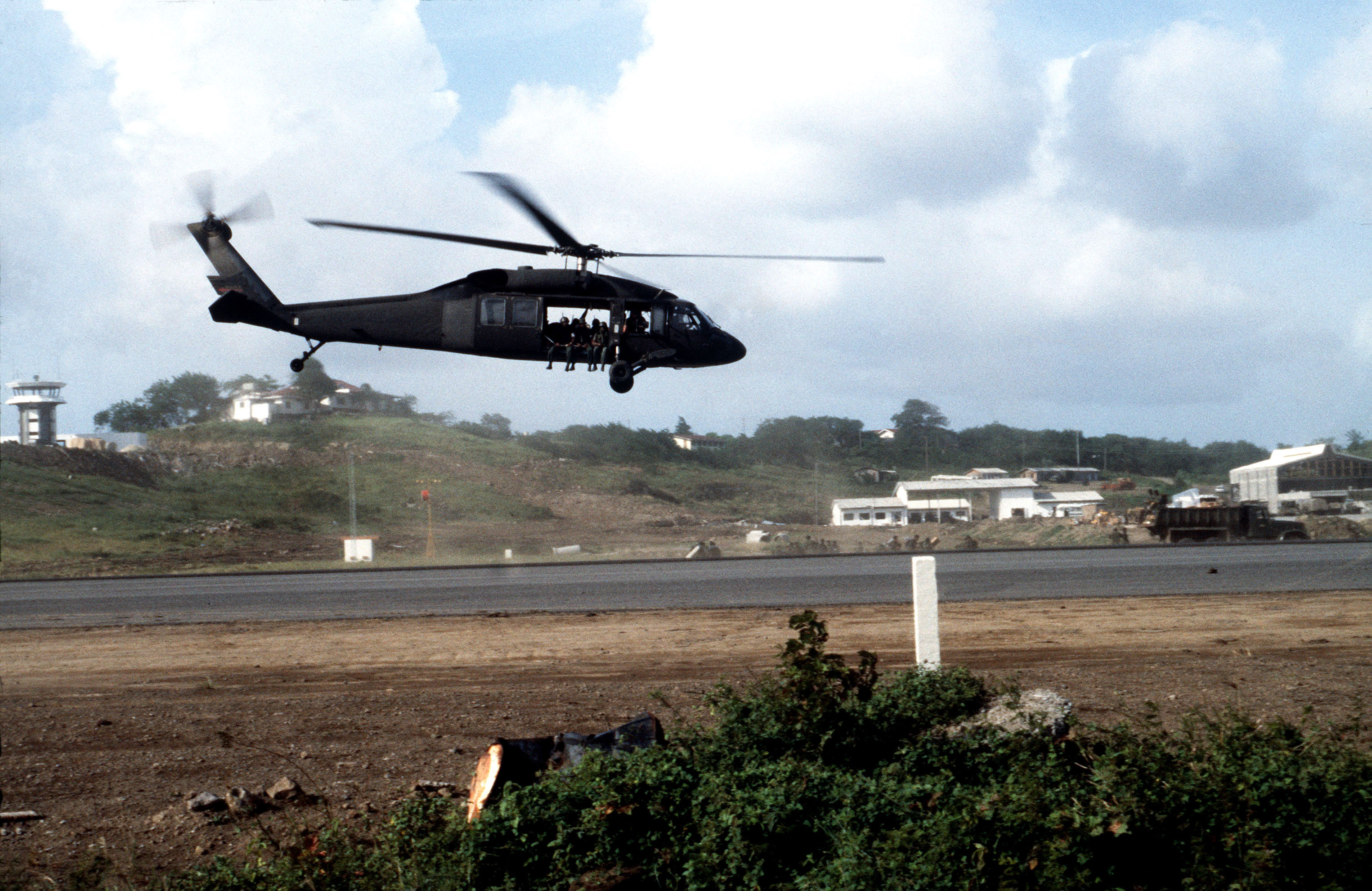
Вертоліт «Блек Хок» над Гренадою. Операція «Необхідна лютість». Жовтень 1983

### Операції в Центральній Америці
У 1980-ти роки окремі спеціалісти «Дельти» активно діяли в Центральній Америці, билися на боці сальвадорської армії проти революційних груп національного визвольного руху Ф.Марті та надавали військову допомогу фахівцям ЦРУ в підтримці контрас у Нікарагуа.

### Операція «Необхідна лютість»
Друга серйозна місія для операторів «Дельта» розпочалася в ранкові години першого дня операції «Неприкрита лютість», вторгненні збройних сил США в Гренаду. Однім із завдань спецпідрозділу був штурм в'язниці «Річмонд Гілл» та порятунок політичних в'язнів режиму, що утримувалися в буцегарні. З трьох сторін до в'язниці, що розміщувалася в побудованій у XVIII столітті фортеці, практично не було шляхів підходу — споруда оточувалася густими джунглями, що росли на крутих гірських схилах навколо «Річмонд Гілл». З четвертої сторони до входу в тюрму через густу кущів та дерев йшла вузька звивиста дорога. Поблизу самого об'єкту не було жодної можливості посадити вертоліт з десантом.
До того ж, «Річмонд Гілл» стояв на одному краю долини, навпроти та вище за нього стояла ще одна фортеця «Форт Фредерік», в якій розміщувався гренадський гарнізон. Уся площа долини перебувала під перехресним вогнем системи оборони місцевих сил.
25 жовтня 1983 року близько 06:30 ранку 7 вертольотів «Блек Хок» 160-ї оперативної групи (майбутній 160-й полк армійської авіації ССО) з операторами ескадрону «B» «Дельти» влетіли в долину та зависли в повітрі. З бокових дверей гелікоптерів на землю посипалися на «фаст-ропах» спецназівці. Зненацька по американських вертольотах відкрили вогонь вогневі засоби гренадців, що охороняли в'язницю, та з тилу вдарили кулемети «Форту Фредерік». До спогадами місцевих жителів деякі «Блек Хоки», намагаючись сховатися від перехресного вогню гарнізону, вилетіли з долини. Офіційні джерела стверджують, що якнайменше один пілот вертольоту вилетів на базу без наказу та відмовився повернутися на поле бою.

### «Аеропостал Флайт» 252
29 липня 1984 року з аеропорту Каракас у Венесуелі злетів рейсовий літак № 252 авіакомпанії Venezuelan Aeropostal. На польоті DC-9 був захоплений двома угонщиками, які вимагали під загрозою застосування зброї посадки літака на острів Кюрасао, в голландській колонії Нідерландські Антильські острови. Через два дні 12 командос з Венесуели штурмували угнаний літак та в ході стрілянини знищили двох терористів і звільнили усіх 79 чоловіків на борту літального апарата. За свідченнями експертів керівну роль в успішній операції зіграла присутність фахівців «Дельти», що прибули на місто події до Кюрасао, й надавали консультативну допомогу венесуельських військовим.

### Операція «Раунд Ботл»
Фахівцями «Дельти» розроблялися плани щодо проведення спеціальної операції на Близькому Сході. За задумом три групи мали діяти в Бейруті в Лівані. Їхнім завданням було визволення захоплених Хізболлою громадян західних країн. Однак, операція була скасована після того як сторони переговорів досягли згоди визволити заручників в обмін на поставки зброї.

### Операція «Хеві Шадоу»
В книжці Марка Боудена "Вбити «Пабло» робиться припущення, що ймовірніше за все снайпером «Дельти» був вбитий колумбійський наркобарон Пабло Ескобар. Явних свідоцтв та доказів на сьогодні немає, й проведення цієї спеціальної операції приписують спецназу Колумбії, так званому «Блоку пошуку».

### Панама
Напередодні вторгнення американських сил до Панами, була проведена низка спеціальних операцій Командуванням спецоперацій США. Основною стала операція «Кислотний гамбіт», яку проводили фахівці «Дельти». Змістом було пошук та визволення з панамської тюрми Карсель Модело американського громадянина Курта Мюза. Ще одною операцією була «Ніфті Пекідж» — затримання панамського диктатора М. Норьєгі.

### Операція «Щит пустелі»/«Буря у пустелі»
Після вторгнення Іраку в Кувейт основний компонент спецпідрозділу «Дельти» активно залучався до проведення операції коаліційних сил з визволення цієї близькосхідної країни й вторгнення до саддамівського Іраку.

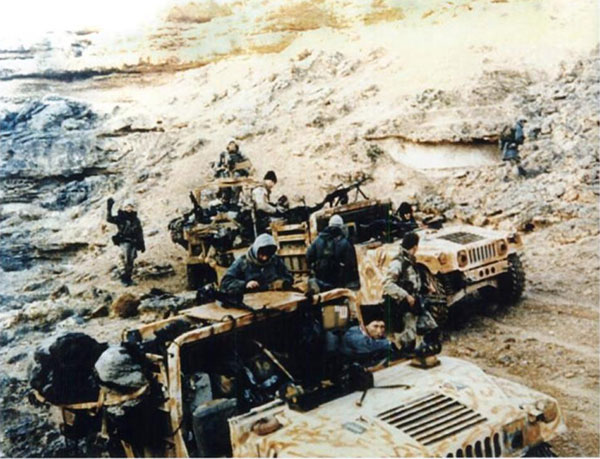
Фахівці «Дельти» — мисливці на установки «Скад». Операція «Буря у пустелі». 1991

Серед специфічних завдань, що покладалися на «Дельту», стала організація та забезпечення безпосередньої охорони американського командувача угрупованням генерала Н.Шварцкопфа на території Саудівської Аравії. Також оператори «Дельти» разом з британською САС та іншими спецпідрозділами союзних держав, що залучалися до операції «Буря в пустелі», проводили пошукові операції, розшукуючи ракетні установки «Скад», які іракці широко застосовували проти коаліційних військ та Ізраїлю. Одного дня, практично вже напередодні завершення наземної фази операції, одна з груп «Дельти» виявила в західному Іраку зосередження 26 установок «Скад», націлених на об'єкти в Ізраїлі. З відстані майже 3 000 м снайпери «Дельти» стрільбою з великокаліберних снайперських гвинтівок уразили паливні баки установок та знищили екіпажі ракет.

### Операція «Готичний змій»
У грудні 1992, чинний Президент США Джордж Буш-старший віддав наказ американським військовим на участь у миротворчої операції ООН під умовною назвою «Відродження надії», метою якої було відновлення конституційного порядку в Сомалі, яка з 1991 перебувала у хаосі жорстокої громадянської війни. З грудня 1992 року багатонаціональні сили під егідою ООН і на чолі з США розпочали збройну інтервенцію в Сомалі, намагаючись забезпечити доставку гуманітарної допомоги постраждалим верствам населення.
Під час проведення миротворчої операції ООН у Сомалі, спецпідрозділ «Дельта» разом з армійськими рейнджерами брав участь у проведенні спеціальної операції під кодовою назвою «Готичний змій». 3 жовтня 1993 бойові команди вирушили в центр Могадишо для захоплення ватажків сомалійського польового командира Фараха Айдіда. Головним завданням для оперативників «Дельти» визначалося захват та супровід основних керівників угруповання Айдіда.
Спочатку спеціальна операція розвивалася у відповідності до плану, але незабаром ситуація повністю вийшла з-під контролю американців і перетворилася на одну з найзапекліших битв в історії американських сил спеціальних операцій. Але, після того, як два вертольоти MH-60L «Блек Хок» були збити вогнем з гранатометів із землі, місія пішла не за планом й як наслідок перетворилася на криваву бійню й закінчилася провалом, спричинивши загибель 5 оперативників «Дельти» (шостий загинув через кілька днів під мінометним обстрілом), 5 пілотів вертольотів та двох солдатів зі складу 10-ї гірсько-піхотної дивізії.
У битві за один зі збитих гелікоптерів UH-60 «Блек Гок» (позивний «Супер 64») 160-го авіаполку ССО два снайпери з ескадрону «C» 1-го спеціального загону «Дельта»: майстер-сержант Г. Гордон та сержант першого класу Р. Шугарт викликалися на добровільний захист екіпажу цього вертольота, розуміючи що шансів вціліти практично немає. Попри героїчні зусилля снайперів «Дельти» захистити поранених пілотів, велика група бойовиків оточила льотчиків і знищила їх. У травні 1994 року Г. Гордон і Р. Шугарт були посмертно удостоєні найвищої нагороди США — Медалі Пошани. Це були перші нагородження цією нагородою з часів війни у В'єтнамі (з 1972 року) і перші кавалери вищої нагороди спецпідрозділу «Дельта».
1999 році письменник Марк Бауден опублікував свою книгу «Падіння „Чорного яструба“: Історія сучасної війни», у якій у хронологічному порядку описав події 3 жовтня 1993 в Могадішо. 2001 на основі даної книги режисер Рідлі Скотт видав кінострічку "Падіння «Чорного яструба».

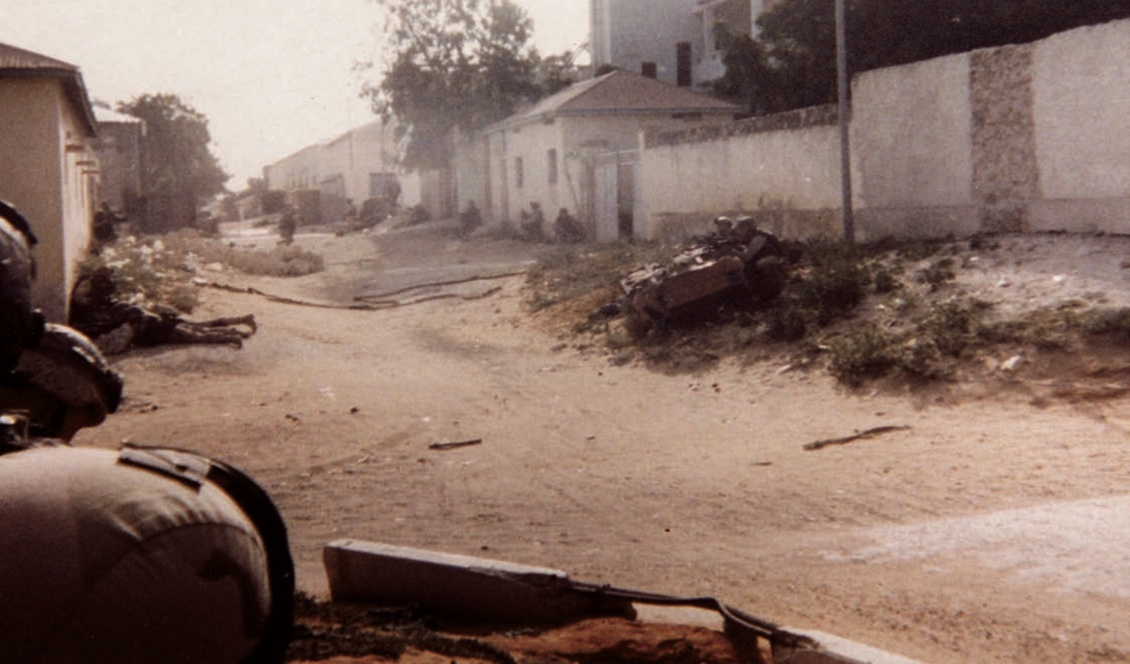
Битва в Могадішо. Операція «Готичний змій». 3 жовтня 1993

### Операція «Підтримка демократії»
При проведенні гуманітарної операції «Підтримка демократії» на Гаїті оператори «Дельти» залучалися разом з польським спецпідрозділом «Громом» до виконання завдань щодо охорони високопоставлених персон з ООН та дипломатичних представництв.

### Контртерористичні тренування
У січні 1997 року передова група загону «Дельта» разом з шістьма членами британської САС була послана до столиці Перу Ліми, де щойно сталося захоплення терористами японського посольства. Також оператори «Дельти» діяли в ролі охорони американських дипломатів і членів олімпійської збірної США на час проведення Олімпійських ігор у різних країнах. Так на Літніх Олімпійських іграх 2016 року в Бразилії особовий склад ескадрону «G» відповідав за охорону американських спортсменів.
Зрідка члени спецпідрозділу «Дельта» беруть участь у посиленні Секретної служби для забезпечення охорони Президента та перших осіб держави під час відвідання ними країн з нестабільною політичною обстановкою.

### Конференція в Сіеттлі
Члени «Дельти» брали участь у забезпеченні безпеки на Конференції ВТО в Сіетлі в 1999 році, зокрема залучалися до заходів попередження хімічних атак.

### Операція «Нескорена свобода»
Після терористичної атаки 11 вересня 2001 року «Дельта» брала найактивнішу участь в операціях проти Талібану в Афганістані. На початку жовтня 2001 року «Дельту» включили до створеної оперативної групи «Меч», призначеної для проведення так званих «чорних операцій» під безпосереднім керівництвом Об'єднаного командування ССО США. Ці спеціальні групи мисливців-вбивць мали завдання щодо знищення або захоплення лідерів та інших важливих цілей серед керівництва Аль-Каїди й Талібана. Оператори «Дельти» отримали назву тактична група «Грін». Частка спеціалістів «Дельти» входила до іншої тактичної групи «Боуї» — основним завданням якої була розвідувальна діяльність в інтересах командування угрупованням, що діяло в Афганістані. До складу цієї тактичної групи входили не лише американські військові фахівці, а й представники інших держав коаліції, цивільні експерти й професіонали з інших силових структур і відомств. Тактична група «Боуї» також мала в підпорядкуванні спеціальний розвідувальний загін з операторів «Дельти», посилений спеціалістами SEAL з DEVGRU та технічними польовими експертами. Цей загін діяв в інтересах розвідки майбутнього поля битви в тісній взаємодії з агентами ЦРУ й доповідав керівнику оперативної групи «Меч». Бойові групи операторів загону по 2-3 чоловіки діяли в глибокому тилу Аль-Каїди й Талібану, переважно на кордоні з Пакистаном. Головним чином вони потай розгортали спостережні пункти для виявлення сил противника, його складу, стану озброєності, переміщень та ймовірного характеру дій. Більшість цієї роботи американські оперативники проводили в пішому порядку або із застосуванням підручного місцевого транспорту.
Вночі 19 жовтня 2001 року, в ході вторгнення коаліційних сил до Афганістану, ескадрон «Дельти» у взаємодії з рейнджерами розпочав операцію в гірській місцевості поблизу Кандагару. Його основним завданням був «об'єкт Гекко» — що мав за мету захоплення Мулли Омара, який за даними розвідки переховувався в цьому регіоні.
Чотири вертольоти MH-47E з авіаносця «Кітті Хок» (на етапі вторгнення він був основною базою сил спеціальних операцій в Індійському океані) з штурмовою групою на борту висадили десант у визначеному районі, однак у результаті пошуку цілі на об'єкті слідів Мулли Омара виявлено не було. Однак, коли американський спецназ намагався відступити до району зосередження для ексфільтрації повітрям, будинок, де вони очікували, із застосуванням стрілецької зброї та РПГ атакував великий загін Талібану. У бою, що спалахнув, американські бійці «Дельти» та рейнджери за авіаційної підтримки AC-130 та MH-60L DAP, яких корегували бойові контролери, змогли завдати поразки противнику та відійти до визначеної зони посадки вертольотів для їхньої подальшого вивезення з небезпечної зони. У сутичці близько 30 вояків Талібану було вбито, 12 американських операторів «Дельти» дістали поранення.

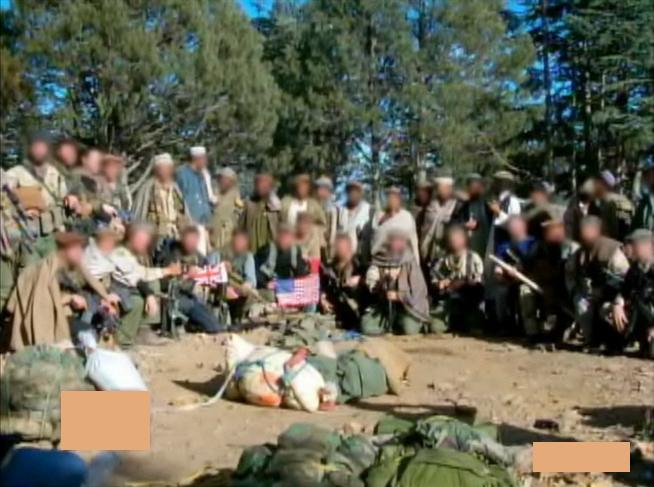
Спецпідрозділи «Дельта» та Спеціальна човнова служба (Велика Британія) в районі Тора-Бора. Афганістан. 2001

5 грудня 2001 року внаслідок помилки 2000-фунтова керована бомба впала серед бойових порядків «зелених беретів» Оперативної групи 574. Результатом «дружнього» вогню стала загибель трьох спецназівців і 20 бойовиків Х.Карзая, решта загону була поранена. Карзай також був легко поранений. Підрозділ «Дельти», який поруч з місцем інциденту виконував завдання розвідувальної місії, не гаючи часу, на спеціалізованих автомобілях Pinzgauer прибув до району події й організував охорону по периметру. Одночасно парамедики «Дельти» надали першу медичну постраждалим і підтримували їх до евакуації гелікоптерами морської піхоти CH-53.
У лютому 2002 року оператори «Дельти» під час підготовки операції «Анаконда» провели низку спеціальних місій у долині Шах-і-Кот. На стадії планування операції командир підрозділу «Дельта» підполковник Піт Блейбер виступив категорично проти проведення інфільтрації в район, зайнятий противником, вертольотами, як це пропонувалося. Замість цього американські спецназівці використовували удосконалені Polaris ATV, ще дві команди «Дельти» за допомогою гірського спорядження забралися на вершину гори, звідкіля вели спостереження за обстановкою. Усі важлива інформацію відразу поступала на оперативний штаб, який розробляв операцію.
28 лютого, напередодні початку військової операції, три зведені групи спецназу висунулися з різних напрямків до долини Шах-і-Кот і вели спеціальну розвідку, забезпечуючи командування інформацією про стан справ та положення противника. З 2 березня в долині між Коаліційними регулярними військами та талібами розпочалися бої, фахівці «Дельти» регулярно наводили важку авіацію на виявлені цілі, сприяючи успішному виконанню завдань піхотою та десантниками.
Загалом підрозділами спеціальних операцій, у тому числі «Дельтою» за час боїв в Афганістані було знищено або захоплено в полон більше ніж 2 000 бойовиків Талібану.
Після виведення американських військ з Іраку та передислокації частини сил до Афганістану, загони «Дельта» активно діяли в країні. Афганістан по-суті був поділений на зони відповідальності між «морськими котиками» DEVGRU, що проводили операції в північному та східному регіонах країни, а «Дельта» діяла на заході та півдні.
20 липня 2011 року підрозділ від ескадрону «A» «Дельти» за підтримки рейнджерів і афганських сил спецоперацій були терміново перекинути на південний схід провінції Пактика, де за розвідувальними даними зосереджувався загін іноземних найманців та бойовиків мережі Хаккані. За допомогою вертольотів 160-го авіаційного полку ССО зведений загін операторів у повній темряві висадився в окрузі Сар Ровзах, де їх зустріли вогнем з ДШК та РПГ таліби. В ході запеклого нічного бою американський спецназ знищив приблизно 30 повстанців, а на світанку стало вочевидь, що проти них веде бій велике формування Талібану, бійці якого переховувалися в бункерах та схронах. Зранку оператори «Дельти» викликали авіаційну підтримку; штурмовики A-10 «Тандерболт» II, вертольоти AH-6 і DAP, ударні безпілотники забезпечували повітряне прикриття, завдаючи удари по противникові. Бій тривав ще одну добу, затяті сутички йшли за кожний бункер та схрон, іноді американці застосовували гранати Mk14 Antistructural Grenades. За оцінкою в бою було знищено від 80 до 100 бойовиків Хаккані та іноземних найманців. У підрозділі «Дельта» загинув один майстер-сержант. Це була одна за найбільших битв спецзагону.
31 травня 2014 року під час обміну військовополоненими оператори «Дельти» забрали у Талібана американського військового Боуї Бергдаля, що був захоплений у полон ще 30 червня 2009 року.

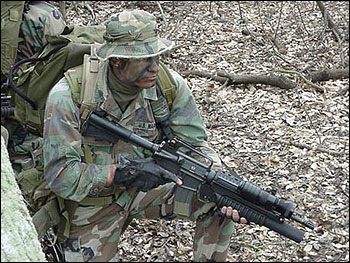
Оператор «Дельти»

### Війна в Іраку
У 2003 році американські спецназівці «Дельти» взяли найактивнішу участь у вторгненні в Ірак. Ескадрон «B», відомий як «Росомахи», посилений фахівцями груп спеціальної тактики ПС, розвідниками та навідниками, командами бойових собак і двома перекладачами-іракцями, став першим підрозділом сил спеціальних операцій США, що увійшли до західного Іраку. Зведений загін проникнув через кордон біля Арара на 15 модифікованих Pinzgauer 6x6 автомобілях ССО та декількох озброєних пікапах Toyota Hilux. Підрозділ входив до Оперативної групи 20, яка мала основним завданням розшук важливих цілей SSE в ймовірних підозрілих районах, де іракці могли переховувати хімічну зброю. Звідсіля вони вирушили на комплекс Haditha Dam.
По ходу руху оператори «Дельти» сприяли захопленню авіабази H-3 та провели низку відволікаючих операцій, що мали за мету введення іракської армії в оману стосовно зосередження та завдань ударного угруповання Коаліційних сил на заході країни.
24 березня 2003 року розвідувальні групи «Дельти» перетнули іракський кордон на імпровізованих ATVs, забезпечуючи наведення союзної авіації на цілі. Результати цілевказань призвели до втрати іракською армією колосальної кількості бронетехніки та систем ППО. Проведення фахівцями «Дельти» військової розвідки дамби Гадіта довело, що попередні розрахунки були помилковими та для захоплення цього важливого комунікаційного вузла в системі оборони противника потрібно більше сил та засобів. З метою виконання цього завдання, до першого ескадрону з Форту Брегг прибув ще один ескадрон «Дельти», посилений батальйоном рейнджерів та танковою ротою M1A1 Abrams 70-го бронетанкового полку армії США. Перекидання танкового компоненту здійснювалося літаками C-17 з Таліла до авіабази H-1 і далі до району зосередження угруповання, що формувалося. Район під кодовою назвою «Грізлі», який розташовувався в пустелі між Гадіта та Тікритом, був створений «Дельтою».
1 квітня ескадрон «C» та 3-й батальйон 75-го полку рейнджерів на бронеавтомобілях Pinzgauer і GMV успішно провів нічний наліт на комплекс дамби Гадіта. Після його захоплення спецназ утримував споруди протягом п'яти діб, відбиваючи атаки іракської армії. Після цього «Дельта» передала контроль над дамбою рейнджерам та висунулась потай у північному напрямку. На найбільш важливих транспортних шляхах противника, «дельтовці» влаштували засідки, з яких раптом нападаючи, завдавали максимального ураження колонам противника, дезорганізовували їхню систему управління та логістики, а також зривали спроби високопосадовців Іраку втекти на територію Сирії.

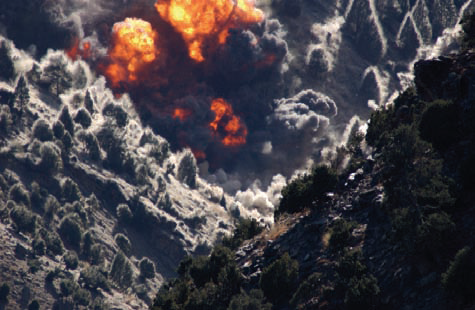
Авіаційні удари по позиціях моджахедів у Тора-Бора. 2001

2 квітня 2003 року підрозділ «Дельти» ув'язався в сутичку з іракськими федаїнами, фахівцями протипартизаного загону. В ході бою два оператори «Дельти» дістали поранень, пізніше майстер-сержант Дж. Фернандес помер від отриманого поранення. Коли до місця бою підійшло підкріплення іракців силами до роти на вантажівках, ескадрон запитав повітряну підтримку, а також медевакуацію з поля бою. 2 MH-60K «Блекхок» висадили парашутним способом команду медиків, одночасно два MH-60L DAP 160-го авіаційного полку провели атаку з повітря сил противника, дозволивши провести вертольотам евакуацію з поля бою постраждалих. Надалі вертольоти вогневої підтримки продовжували вести бій, знищили один вантажний автомобіль з мінометом та декілька десятків іракців. Згодом прилетіла пара штурмовиків A-10A, що провела бомбардування ворожих позицій 500-фунтовими бомбами, знищивши велику кількість солдатів іракської армії.
Після завершення активної фази вторгнення, підрозділи «Дельти» разом з британським SAS були зосереджені у базі підтримки місії Фернандес (названа на честь загиблого сержанта-оператора «Дельти») у Багдаді. З них була згодом сформована Оперативна група «Центр-зелена».
16 червня 2003 року оперативники ескадрону «G» SAS та «B» Delta Force в ході проведення спеціальної операції захопили в полон генерал-лейтенанта А.Махмуда аль-Тікріті, персонального секретаря С.Хусейна, що вважався четвертим за важливістю серед найбільш розшукуваних осіб в Іраку.
18 червня 2003 року зведена оперативна група «Дельти» з рейнджерами армії США TF 20 терміново вилетіли вертольотами з Мосула на перехоплення колони автомобілів, в яких, за розвідувальними даними Об'єднаного командування спеціальних операцій, до сирійського кордону їхали іракські високопосадовці, не виключно власно С.Хусейн та його сини. В ході переслідування іракській колоні вдалося перетнути іраксько-сирійській кордон та вирушити в бік схованки. Проте, міністр оборони Д.Рамсфельд віддав особистий наказ продовжити переслідування попри порушення державного кордону Сирії. AC-130 Spectre наздогнав іракську колону та обстріляв її з бортових гармат. Одночасно, вертольоти з десантом групи TF 20 на борту приземлилися неподалік притулку, де переховувалися іракці-баасисти перед тим, як вирушити далі вглиб сирійської території. У ході цієї операції зав'язалася стрілянина американських спецназівців із сирійськими прикордонниками, декілька загинуло в бою з американцями. Ще 17 було захоплено в полон, але дуже швидко звільнено, а п'ятьом, що дістали поранень у перестрілці була надана медична допомога фахівцями «Дельти». Згодом з'ясувалося, що Саддама Хусейна в конвою не було, водночас, було декілька його кузенів.
22 липня 2003 року командування 101-ї повітряно-десантної дивізії отримало від одного інформатора розвідувальні дані, що сини С.Хусейна Удай та Кусей з сином та охоронцем переховуються в нього вдома у Мосулі. Американці направили декілька парашутних взводів дивізії для створення зовнішнього кордону оточення, у той час, як штурмова група «Дельти» оточила дім, та за допомогою перекладача запропонувала усім обложеним здатися. Інформатор з дітьми вийшли з дому, решта відмовилися виходити. «Дельта» розпочала штурм приміщення, в ході вогневого бою із застосуванням стрілецької зброї та ручних гранат, декілька операторів були поранені. Противник забарикадувався на другому поверсі, а спущена на фаст-ропах з вертольотів MH-6 «Літтл Берд» на дах будинку друга група фахівців «Дельти» не змогла пробитися зверху. Тоді було прийняте рішення провести вогневу підготовку повторного штурму із застосуванням важкої зброї. Десантники 101-ї дивізії обстріляли будівлю з 12,7-мм великокаліберних кулеметів М2 та ПТРК M136, завдавши суттєвих уражень дому. Третя спроба штурму після такого обстрілу також не вдалася, атака знову була відбита обложеними. Тоді американські десантники обстріляли будинок 10-ма ракетами «Тоу» з установок TOW II, з повітря вогонь вівся вертольотами OH-58 «Кайова» із застосуванням 2,75-ракет та важких кулеметів. При четвертому штурмі група «Дельта» прорвалася на другий поверх, де знайшла Кусея з охоронцем мертвими. Його син відкрив вогонь по операторах, тому довелося його вимушено вбити. Така ж доля спіткала Удея, який був озброєним та пораненим у ході сутички і чинив опір.
31 жовтня 2003 року група «Дельти» за підтримки ескадрону «A» SAS взяла участь в операції «Абелон». За отриманими американцями розвідувальними даними один джихадист суданського походження забезпечував переправлення ісламістських терористичних груп до Іраку, і використовував для цього комплекс з чотирьох будинків на околиці Рамаді. В ході проведення штурму, оператори «Дельти» швидко захопили дві будівлі, в той час, як британці атакували дві інших. Але при штурмі другого будинку між ними та терористами зав'язалася стрілянина, було поранено декілька «сасівців». Американський механізований взвод на M2A3 «Бредлі» відкрив масований вогонь впритул з гармат та кулеметів, одночасно «дельтові» обхідним маневром атакували приміщення, знищили в ході бою декілька ісламістів та успішно завершили бій. У ході операції був знищений суданський керівник, 12 терористів було вбито та ще 4 захоплені британським спецназом у полон.
14 грудня 2003 року після отримання розвідувальної інформації від колишнього члена партії Баас та підтвердження її технічними засобами розвідки, було встановлено місце переховування Саддама Хусейна на полишеній фермі південніше Тікрита. Ввечері американське командування розпочало операцію «Червоний світанок». В операції взяли участь солдати 1-ї батальйонної бойової групи 4-ї піхотної дивізії, що забезпечувала прикриття й охорону зовнішнього периметру району проведення операції, а також оператори ескадрону «C» «Дельти», які безпосередньо проводили пошук та затримання іракського лідера. в результаті проведення операції С.Хусейн був затриманий спецназом в одному з тунелів, де він переховувався.
З 2004 року інтенсивність проведення «Дельтою» операцій все більше зростала, якщо у квітні спецназівці проводили приблизно десять операцій на місяць, то наприкінці літа їх вже стало 18. Загалом термін перебування ескадрону «Дельти» (близько 40-60 осіб) на ротаційній основі становив в Іраку 90 днів.
У ході першої битви за Фаллуджу, оператори «Дельта-Форс» були придані на посилення підрозділам морської піхоти, що вели бій за місто, виконуючи функції авіаційних навідників, зв'язківців та снайперів. Наприкінці квітня 2004 року перед початком загального відступу з Фаллуджі союзних військ, один з підрозділів «Дельти» знаходився на передовій, у двох будинках, виконуючи завдання спостереженого посту. Фахівці «Дельти» ознайомлювали морських піхотинців з новітню версію протитанкових ракет AT4 (M136), коли на їхні позиції несподівано розпочалася масована атака повстанців. Загалом близько 300 іракських бойовиків та іноземців атакували укриття американців, використовуючи стрілецьку вогонь РПГ, кулеметів, снайперів тощо. В затятому бою, з 37 американських вояків 25 дістали поранень, один загинув.
8 червня 2004 року Об'єднане командування ССО в Іраку вперше провело операцію з порятунку захоплених заручників в Іраку. 4 італійські контрактники-охоронці були захоплені у квітні, одного з них повстанці вбили, у перші дні червня був захоплений польський контрактник, решту захоплених терористи погрожували стратити, якщо Італія не виведіть свої війська зі складу Коаліційних сил та не полишить Ірак. Після ретельного проведення розвідки та уточнення даних про місце, де утримували заручників спецпідрозділ «Дельта» вилетів на виконання завдання. Чотири вертольоти MH-60L Blackhawks та чотири MH-6 Little Birds з операторами на борту, а також повітряною снайперською групою прибули до одного комплексу поблизу Рамаді, де тримали людей. Операція розпочалася об 11:00, за лічені хвилини спецназ штурмував будинок, захопив декількох терористів та успішно визволив чотирьох захоплених у полон.
При проведенні другої битви за Фаллуджу, за попереднім досвідом оператори «Дельти» з зеленими беретами з 5-ї групи ССО армії були придані невеликими групами по 3-4 чоловіки на посилення армійських та морської піхоти підрозділів для забезпечення зв'язку, снайперських та штурмових спроможностей, а також надання досвіду у здобутті тактики вуличного бою.
У 2005 році «Дельта» разом з SEAL Team 6 та регулярними підрозділами армії й морської піхоти взяла участь у проведенні операції «Шейк Айс», масштабної акції з ліквідації усієї мережі терористів-повстанців, що пов'язували себе з Аль-Каїдою в Іраку. Основною метою цієї операції було максимальне повне знищення усіх терористичних груп на всій території Іраку. У травні 2005 року підрозділ від «Дельти» розгорнув активну діяльність у долині Євфрату щодо пошуку та ліквідації іракських бойовиків. По всій визначеній зоні спалахнули затяті бої. 31 травня 2005 року, вперше після кампанії 2003 року, загинув оператор «Дельти», сержант першого класу Стівен Лангмак. 17 червня бійці спецназу за підтримки морських піхотинців розпочали атаку приміщення в Ель-Каймі, де переховувалися бойовики Аль-Каїди. В ході штурму бункера загинули два бійці «Дельти» майстер-сержанти Майкл Макнулті та Роберт Горріган, проте будинок захопити не змогли. Тоді американці відступили на безпечну відстань від дому та застосували авіацію, завдавши повітряного удару із застосуванням бомби JDAM.
25 серпня 2005 року поблизу Гусайбага три оператори «Дельти» та один рейнджери загинули внаслідок підриву бронеавтомобіля «Пандур» на протитанковій міні.
7 вересня 2005 року бійці «Дельти» брали участь у порятунку в полишеному будинку на околиці Багдада заручників, серед яких був американських контрактник Рой Галлумс.
14 травня 2006 року ескадрон «В» виконував бойове завдання, намагаючись знищити осередок бойовиків Аль-Каїди, що переховувалися перед атаками в групі будинків та осель поблизу Юсуфяг. Практично відразу після висадки з вертольотів оператори підпали під перехресний вогонь з сусіднього дому. Ситуація миттєво вийшла з-під контролю, до місця бою поринули повстанці, негайно включаючись у стрілянину, ведучи вогонь у тому числі з мінометів. Три бійці Аль-Кайди, серед яких один смертник, спробували прорватися до місця бою на вантажівці, їх ледве встигли знищити. Американці зайняли кругову оборону в будівлі, з повітря їх прикривали вогнем вертольоти AH-6. Один вертоліт був збитий, загинуло два члени екіпажу.
Попри битви, що спалахнула, спецназу вдалося виконати завдання та захопити чотирьох повстанців у полон. Також були визволені три поранені жінки, що ховалися в домі, їх врятував вертоліт мед евакуації CASEVAC. Загалом у бою від ворожого вогню постраждало три гелікоптери, змушених здійснити вимушену посадку, загинуло 2 та дістали поранення 5 американських воїнів. Понад 25 терористів було знищено, 3 захоплені у полон.
У 2006 році «Дельта» проводила близько 300 спецоперацій щомісячно. Через високі втрати, у деяких ескадронах чисельність операторів зменшилася до 30 воїнів, термін відрядження збільшили до 4 місяців.
У квітні 2006 року ескадрони «B» «Дельти» та SAS виконували завдання на просторій території, у так званому «багдадському поясі», з пошуку та знищенню важливих цілей, ідентифікованих розвідкою. Так при проведенні операції «Ларчвуд» 4 був виявлений та знищений один з найвідоміших лідерів терористів Абу Мусаб аз-Заркаві. 7 червня 2006 року його виявили на одній фермі у селищі Гібгіб поблизу Багуба, на перехоплення негайно на вертольотах MH-6 «Літтл Берд» вилетів підрозділ «Дельти», однак через технічну несправність одного з них, операцію було скасовано. Тоді, об'єднаний штаб ССО віддав наказ на проведення повітряного удару по виявленому будинку, внаслідок ураження F-16C Абу аз-Заркаві дістав поранень, а спецназівці, що вилетіли на місце, знайшли його живим, але у важкому стані. Після приземлення між американцями та іракською поліцією, що намагалася вивезти пораненого швидкою та не допустити евакуації лідера повстанців вертольотом, сталася сутичка. Оператори «Дельти» роззброїли місцеву поліцію, однак Абу Мусаб аз-Заркаві, незважаючи на медичну допомогу, помер від поранень на місці.
У листопаді 2006 року під час другої битви за Рамаді «Дельта» разом з DEVGRU проводила в денний час рейд, коли на терміновому вильоті до визначеного району, де був виявлений посередник повстанців, один з вертольотів AH-6M «Літтл Берд», що супроводжував штурмову групу з 20 операторів на 2 вертольотах MH-6 та 2 MH-60L, був уражений протитанковою гранатою з РПГ-7 у хвостовий гвинт. Вертоліт впав на землю, обидва члени екіпажу зазнали травм. Оперативники приземлилися поруч з місцем падіння, оточили його та викликали команду DART (Downed Aircraft Recovery Team) для евакуації постраждалих. Незабаром на відстані близько кілометра від місця катастрофи з'явилися шість імпровізованих автомобілів зі змонтованими ЗПУ-2. Спалахнув бій, іракські повстанці спробували атакувати американців по периметру, другий AH-6M атакував їх у відповідь, однак у навколишніх домах появилося близько 20 повстанців, що ув'язалися в бій. Сторони застосовували усю наявну зброю, спецназу надавали допомогу їхні вертольоти підтримки, але в жорстокому бою їм довелося по декілька разів повертатися на базу на дозаправлення та поповнення боєприпасів. Врешті-решт іракці відступили, при відході їх атакували F-16C, знищивши бортовою зброєю одну вантажівку, проте, коли один винищувач спробував добити останню мобільну зенітну установку, то знизився занадто низько й врізався у землю; пілот загинув на місці.
У листопаді 2006 року Президент США Дж. Буш санкціював дозвіл американському контингенту в Іраку на захоплення агентів іранської національності при спробі їх атакувати Коаліційні війська. Такі дії отримали акронім CII (англ. Counter Iranian Influence).
За даними американської розвідки, починаючи щонайменше з 2004 року іранські спецслужби, в тому числі корпус стражів ісламської революції, проводили активну діяльність спрямовану на фінансову підтримку і підготовку на території Ірану терористичних груп шиїтського толку, постачання їм зброї, боєприпасів, засилання інструкторів.
11 січня 2007 року на підставі даних, отриманих від агентів ЦРУ, оперативники «Дельти» провели акцію на іранський офіс зв'язку в Ірбілі. Спецназ висадився з вертольотів на дах будинку, одночасно друга група атакувала з землі. В результаті спецоперації були затримані п'ять іранських працівників офісу, що мали відношення до виготовлення саморобних вибухових пристроїв, але затримати двох високо посадовців-агентів Ірану не вдалося. Бійці «Дельти» відразу висунулися до аеропорту Ірбіла, сподіваючись перехопити іранців там, проте марно. В результаті проведеного аналізу захоплених документів та перехоплених телефонних розмов стало ясно, що іранці мають значно найрозгалуженішу мережу своїх кураторів, агентів та прибічників, ніж вважалося американцями до цього.
У жовтні 2008 року «Дельта» брала участь у рейді в Абу-Кемаль.
Загалом за час Іракської війни «Дельта Форс» зазнала значних втрат в особовому складі, що сягали до 20 % від штатної чисельності груп. На 2009 рік понад 50 % спецназівців отримали нагороду «Пурпурне серце».

### Операція «Ялівцевий щит»
Після початку громадянської війни в Лівії загони «Дельти» активно залучали до виконання спеціальних операцій та проведення специфічних місій. Так, у 2012 році, під час атаки ісламістських бойовиків на американське посольство в Бенгазі два оператори Об'єднаного командування ССО (зі складу «Дельти») та п'ять офіцерів ЦРУ з Гленом Догерті брали участь в обороні амбасади. Заплативши 30 000 $, американські спецназівці домовилися перекинути їх повітрям до місця події в Бенгазі. Після запеклого бою, рятувальна група оперативників допомогла евакуювати вцілілий персонал дипломатичної установи до Триполі, до головного будинку посольства. За проявлену мужність, відвагу та стійкість у кривавому бою, майстер-сержант «Дельти» Д.Галбрунер був нагороджений хрестом «За видатні заслуги», другий оператор отримав «Військово-морський хрест».
5 жовтня 2013 року оператори «Дельти» провели зухвалу за розмахом операцію в Триполі із захоплення одного з лідерів опору Абу Анаса Ель-Лібі. Коли той їхав з ранкової молитви, машину лівійця оточили автомобілі спецназу і за лічені секунди перевантажили до свого мінівена, а звідси доставили спочатку до військової бази, й далі на американський військовий корабель у Середземному морі.
З 14 на 15 червня 2014 року «Дельта» провела аналогічну операцію із затримання Ахмеда Абу Хаттала, якого також доставили спочатку на корабель, а звідсіля до в'язниці ФБР.

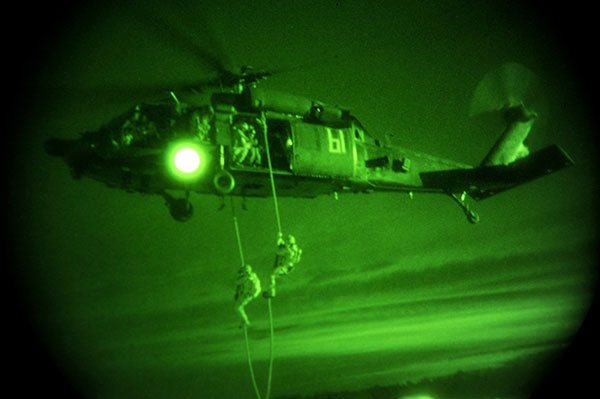
Висадка операторів «Дельти» з вертольоту «Блек Хок» «фаст-ропами». Операція «Непохитна рішучість». Сирія. 2015

### Операція «Непохитна рішучість»
Наприкінці лютого 2016 року, в процесі проведення підготовчої фази операції «Непохитна рішучість», військової інтервенції США проти ІДІЛ на території Сирії та Іраку, американські спецслужби готували фундамент для прихованих операцій, створюючи бази, перевальні пункти, мережу інформаторів, узгоджуючи дії з частинами іракської армії та Пешмергою. З початком активних дій «Дельта» найінтенсивнішим чином залучалася до проведення різнорідних операцій та акцій, метою яких визначалося пошук, захоплення або ліквідація керманичів ісламістського руху. Фахівці «Дельти» були складовою частиною Експедиційної оперативної групи, що нараховувала близько 200 осіб, і основним завданням якої було збір, обробка, узагальнення та аналіз розвідувальної інформації, яку добували оператори спецгруп у ході рейдів та нальотів на терористичні сховища, укриття й місця зосередження. В цілому ця діяльність іменувалася «цільові» місії, коли шляхом плідної взаємодії між аналітичним та бойовим персоналом досягалася висока ефективність і результативність прихованих операцій з ліквідації повстанського підпілля ІДІЛ в Іраку та Сирії.
4 липня 2014 року штурмова група з операторів «Дельти», спеціалістів SIGINT та офіцерів Intelligence Support Activity вертольотами 160-го авіаційного полку ССО була перекинута на північ Сирії. Метою операції визначалося визволення захопленого терористами журналіста Дж. Фолі та інших американських заручників. Після знищення засобів ППО терористів штурмова група висадилася на землю й з ходу розпочала атаку на визначений об'єкт. У ході швидкоплинного бою, американський спецназ знищив усіх бойовиків ІДІЛ, зазнавши поранення одного американського фахівця. Однак, у виявленому комплексі заручників не було. Пізніше американський журналіст Дж. Фолі був страчений з одночасним фільмуванням процесу страти терористами.
15 травня 2015 року оперативна група «Дельти» залучалася до рейду в Дейр-ез-Зор у східній Сирії. Головною ціллю було захоплення фінансового керівника ІДІЛ Абу Сайяфа. Його місцеположення виявили за допомогою засобів технічної та інформаторів агентурної розвідки, яким вдалося ідентифікувати приблизний район перебування високопосадового лідера терористів. У ході стрілянини між оперативниками та охоронцями А.Сайяфа той загинув. Під час місії було вбито 13 осіб. Американцям вдалося захопити дружину Умм Сайяф, що мала при собі документальні записи діяльності ІДІЛ.
22 жовтня 2015 року американські спецназівці разом з курдським антитерористичним підрозділом пешмерги провели зухвалий наліт на тюрму ІДІЛ поблизу Гамійя в іракській провінції Кіркук. Спільними діями оперативники звільнили з-під варти терористів близько 70 ув'язнених, зокрема 20 осіб іракських спецслужб. Але в бою був смертельно поранений один оператор «Дельти» — майстер-сержант Джошуа Вілер, він став першою бойовою жертвою американських збройних сил з початку операції «Непохитна рішучість».
8 січня 2017 року за даними свідків спеціальний підрозділ, не виключно «Дельта» провели рейд у сирійській провінції Дейр-ез-Зор. Оперативники діяли на землі протягом 90 хвилин, після чого завантажили у вертольоти підтримки зв'язаних бойовиків ІДІЛ та тіла. За даними сирійських спостерігачів за правами людини щонайменше 25 бійців терористичних організацій було знищено в ході рейду.

### Операція «Чорний лебідь»
Американські офіційні представники оголосили, що 8 січня 2016 року оперативники «Дельти» брали участь у проведенні спеціальної місії в Лос-Мочіс, Сіналоа, Мексика, під час якої із застосуванням вогнепальної зброї був захоплений голова місцевого наркокартелю «Ель-Чапо» Гузман.